# Phạm Quang Dự
Phạm Quang Dự (sinh 1944) là đại biểu Quốc hội Việt Nam khóa X. Ông thuộc đoàn đại biểu Thành phố Hồ Chí Minh.
Tên thường gọi: Phạm Quang Dự
Ngày sinh: 31/5/1944
Giới tính: Nam
Dân tộc: Kinh
Tôn giáo: Không
Quê quán: Xã Đông Ngạc, huyện Từ Liêm, TP Hà Nội
Trình độ chuyên môn: Giáo sư, Tiến sĩ Hoá học
Nghề nghiệp, chức vụ: Uỷ viên Hội đồng Quản trị Tổng công ty Dầu khí Việt Nam, Giám đốc Trung tâm nghiên cứu và phát triển chế biến dầu khí, Uỷ viên Uỷ ban Khoa học, Công nghệ và Môi trường của Quốc hội
Nơi làm việc: Tổng công ty Dầu khí Việt Nam
Nơi ứng cử: TP Hồ Chí Minh
Đại biểu Quốc hội khoá: X
Đại biểu chuyên trách: Không
Đại biểu Hội đồng Nhân dân: Không